# Deoxys
Deoxys (Pokédex nummer 386) (デオキシス (Deokishisu) in  het Japans) is een Pokémon. De naam is afgeleid van de Engelse term voor desoxyribonucleïnezuur: 'Deoxy Ribonucleic Acid' (DNA). DNA zijn ook de eerste letters van Deoxys' eerst bekende vormen: 'Defence', 'Normal' en 'Attack'.
Deoxys was oorspronkelijk een virus dat in de ruimte rondzwierf. Zijn DNA muteerde nadat hij werd geraakt door een laserstraal. Vervolgens kreeg hij een zeer hoge intelligentie en psychische krachten. Hierna kwam hij naar de Aarde in een meteoor.
Het brein van Deoxys bevindt zich in een kristalachtig orgaan op zijn borst. Dat orgaan kan ook laserstralen afvuren. Indien Deoxys vernietigd wordt, maar het kristal blijft intact, dan kan het Deoxys weer oplappen.

## Vormen
Tussen de vormen 'Defence', 'Normal' en 'Attack' kan hij naar willekeur veranderen.
- Normal Form: De vorm die Deoxys normaal aanneemt. Hij heeft dan handen, maar wordt ook weleens getekend met twee 'touwen' als linkerarm, die om elkaar heen gekruld zijn als een streng DNA.

Deze vorm neemt hij ook aan als hij op de GameBoy wordt geruild naar Pokémon Ruby of Pokémon Sapphire.
Je kunt Deoxys ook naar Pokémon Diamond en Pokémon Pearl emigreren en door de meteoren in Veilstone City aan te raken in verschillende vormen laten veranderen (als je twee keer dezelfde meteoor aanraakt wordt Deoxys weer zijn normale form)
- Attack Form: Met deze vorm heeft Deoxys meer aanvalskracht. Hij heeft in plaats van armen 2 zwepen aan elke kant. Ook zijn pantser is minder, waardoor hij er dunner uitziet.

Deze vorm neemt hij ook aan als hij op de GameBoy wordt geruild voor Pokémon FireRed.
- Defense Form: Met deze vorm heeft Deoxys meer verdediging. Hij heeft in plaats van armen 2 'planken' die hij kan buigen, en ziet er veel gepantserder uit.

Deze vorm neemt hij ook aan als hij op de GameBoy wordt geruild voor Pokémon LeafGreen.
- Speed Form: Deze vorm is speciaal voor het behalen van grote snelheden. Hij ziet er veel gestroomlijnder uit, minder pantser (minder gewicht) en heeft 2 touwachtige dingen als armen.

Deze vorm neemt hij ook aan als hij op de GameBoy wordt geruild voor Pokémon Emerald.
Deoxys speelt ook een zeer belangrijke rol in de Pokémonfilm Destiny Deoxys. Hierin demonstreert Deoxys vele van zijn krachten (vorm verwisselen, schaduwklonen van zichzelf maken, ontbrekende lichaamsdelen heropbouwen, krachtveld om een stad maken dat alle machines onbruikbaar maakt). Ook de legendarische Rayquaza komt in de film voor.
De 2 Deoxysen staan voor het Noorden en het Zuiden. Ze hebben verschillende kristallen een groen en een paars. Het ene staat voor het noorderlicht. Het andere staat voor het zuiderlicht. Samen staan ze in balans.
Deoxys kan ook uit een Pokébal verschijnen in het spel Super Smash Bros. Brawl. Als hij verschijnt zal hij eerst langzaam door de lucht zweven en daarna een Hyper Beam afvuren.
Deoxys is volgens de trainers een van de sterkste Pokémon ooit, omdat hij in staat is te transformeren in een bepaalde vorm. In een van de afleveringen zie je hoe een Pokémon Ranger hem probeert te vangen.